# IC 829
IC 829 је лентикуларна галаксија у сазвјежђу Гавран која се налази на листи објеката дубоког неба у Индекс каталогу.
Деклинација објекта је - 15° 31' 5" а ректасцензија 12h 52m 27,3s. Привидна величина (магнитуда) објекта IC 829 износи 13,7 а фотографска магнитуда 14,6. IC 829 је још познат и под ознакама MCG -2-33-37, NPM1G -15.0446, DRCG 25-45, PGC 43663.